# August Julius Nestler
August Julius Nestler (* 3. Dezember 1851 [abweichend 1849] in Grumbach; † 24. August 1919 in Leipzig) war ein deutscher Komponist, Dirigent, Chorleiter und Musikpädagoge.

## Leben
Der Sohn des Gutsbesitzers Julius Nestler und seiner Frau Cornelia Nestler besuchte von 1864 bis 1870 das Privatseminar des Kantors Karl Friedrich Klinger an seinem Heimatort. Anschließend war er Probelehrer in Colditz und Hartha, bevor er am 18. Oktober 1873 die Wahlfähigkeitsprüfung am Königlichen Lehrerseminar in Borna bestand. Von 1873 bis 1875 studierte er Musik am Konservatorium und an der Universität in Leipzig. Ab 1876 wirkte er als Lehrer für Musik und Gesang sowie als Dirigent verschiedener Gesangsvereine in Leipzig.
Im Mai 1878 gründete er in Leipzig sein eigenes Musikinstitut, das er bis zu seinem Tode mit großem Erfolg leitete. Seit 1880 war er Gesangslehrer am König-Albert-Gymnasium. 1892 wurde er zum Königlichen Musikdirektor ernannt.
Er komponierte Lieder, Kantaten, Motetten für Soli, gemischten Chor und Orchester, Sonaten und Fugen für Orgel, Lieder für Männerchöre und Militärmärsche.
August Julius Nestler war verheiratet mit Laura Frieda Häßler (1851–1918). Der Ehe entstammten vier Kinder, darunter der Pianist und Lehrer am Leipziger Konservatorium Amadeus Nestler. In Leipzig war Mitglied der Freimaurerloge Apollo, der sein Sohn ebenfalls angehörte.